# 薩希德·艾多烏
薩希德·艾多烏（英語：Saheed Idowu，1990年1月3日—）是剛果共和國桌球運動員。他參加2012年夏季奧林匹克運動會乒乓球比賽—男子單打項目，但在預賽落敗。